# Savarkundla
Savarkundla là một thành phố và khu đô thị của quận Amreli thuộc bang Gujarat, Ấn Độ.

## Nhân khẩu
Theo điều tra dân số năm 2001 của Ấn Độ, Savarkundla có dân số 73.695 người. Phái nam chiếm 51% tổng số dân và phái nữ chiếm 49%. Savarkundla có tỷ lệ 65% biết đọc biết viết, cao hơn tỷ lệ trung bình toàn quốc là 59,5%: tỷ lệ cho phái nam là 72%, và tỷ lệ cho phái nữ là 58%. Tại Savarkundla, 13% dân số nhỏ hơn 6 tuổi.